# Dunkin' Brands Group
Dunkin' Brands Group, Inc., tidigare Allied Domecq Quick Service Restaurants, var ett amerikanskt multinationellt förvaltningsbolag som verkade främst inom bageri, glass och kaféer. De ägde kedjorna Baskin-Robbins, Dunkin' Donuts och Mister Donut.
Företaget har sitt ursprung från år 1994 när det brittiska Allied-Lyons fusionerades med det spanska Pedro Domecq S.A. för mer än 1,1 miljarder amerikanska dollar och blev Allied Domecq. Företagens restaurangtillgångar hamnade i det nya dotterbolaget Allied Domecq Quick Service Restaurants. År 1973 köpte Allied-Lyons föregångare J. Lyons and Co. kedjan Baskin-Robbins från United Brands för omkring 37 miljoner dollar medan Allied-Lyons förvärvade Dunkin' Donuts och Mister Donut 1989 respektive 1990 för 325 miljoner dollar respektive 28 miljoner dollar. År 2004 fick den ett nytt namn i Dunkin' Brands, Inc. Den 22 juli 2005 köpte den franska Pernod Ricard och amerikanska Fortune Brands Allied Domecq för totalt 14 miljarder dollar. Den 12 december meddelades det att Dunkin' Brands hade blivit sålda till ett konsortium, bestående av riskkapitalbolagen Bain Capital; The Carlyle Group och Thomas H. Lee Partners, för totalt 2,43 miljarder dollar. Företaget fick då namnet Dunkin' Brands Group, Inc. I juli 2011 blev Dunkin' Brands ett publikt aktiebolag och aktierna började handlas på Nasdaq, ett år senare hade samtliga tre riskkapitalbolag sålt av sina innehav i företaget. Den 30 oktober 2020 meddelades det att ett annat förvaltningsbolag Inspire Brands skulle köpa Dunkin' Brands för 11,3 miljarder dollar, affären slutfördes den 15 december.
Dunkin' Brands hade sitt huvudkontor i Canton i Massachusetts.